# 닐 스티븐슨

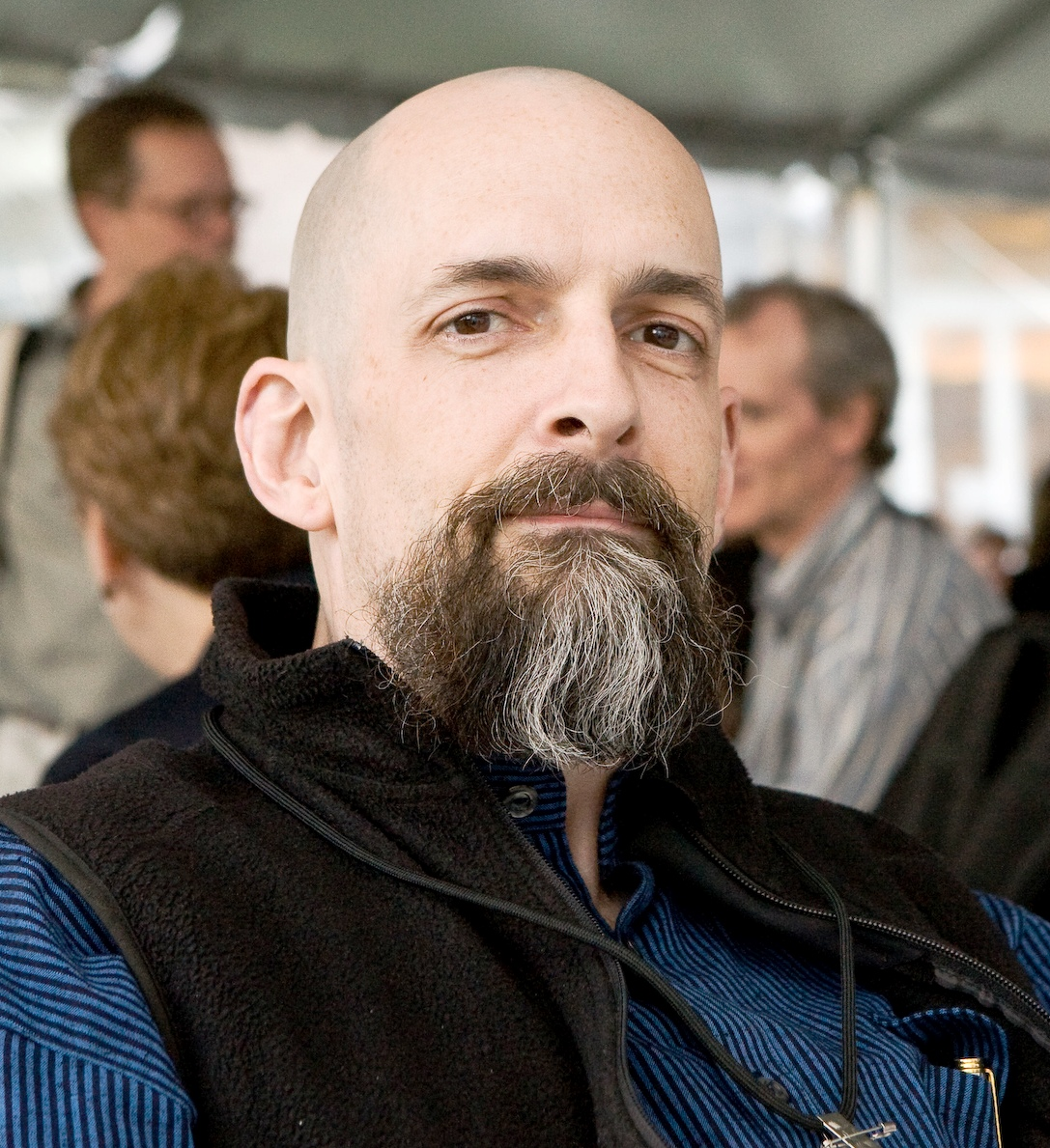

닐 타운 스티븐슨 (Neal Town Stephenson, 1959년 10월 31일 ~ )은 사변 소설로 유명한 미국 작가다. 그의 소설은 SF, 역사소설, 사이버펑크, 포스트 사이버펑크, 바로크 등으로 분류된다.
스티븐슨의 작업은 수학, 암호학, 언어학, 철학, 통화 및 과학의 역사를 탐구한다. 그는 또한 Wired 와 같은 출판물에서 기술에 대한 논픽션 기사를 쓴다. 그는 그의 삼촌인 조지 유태스버리 (J. Frederick George)와 공동 가명으로 스티븐 버리(Stephen Bury)라는 이름으로 소설을 썼다.
스티븐슨은 우주선과 우주 발사 시스템을 개발하는 회사인 Blue Origin의 고문으로 파트타임으로 일했으며 또한 Subutai Corporation의 공동 창립자이기도 하다. 그의 첫 번째 제안은 인터랙티브 픽션 프로젝트이다. 몽골어 . 2014년부터 2020년까지 Magic Leap의 수석 미래학자였다
1984년에 출판된 스티븐슨의 첫 번째 소설 The Big U는 혼란스러운 폭동에 휩싸인 광활하고 단조롭고 소외된 연구 대학인 American Megaversity에서의 삶을 풍자한 것이다.  그의 다음 소설인 조디악 (Zodiac, 1988)은 기업 오염원에 맞서 투쟁하는 급진적인 환경 운동가를 따라가는 스릴러이다.  어느 소설도 첫 출판에서 그다지 비판적인 관심을 끌지 못했지만 스티븐슨이 그의 후기 작품에서 더 발전할 것이라는 우려를 보여주었다.
스티븐슨의 돌파구는 1992년 Snow Crash로 왔다. 밈학, 컴퓨터 바이러스 및 기타 하이테크 주제를 수메르 신화와 융합한 사이버펑크 또는 사이버펑크 파생물  소설과 함께 극단적 자유방임 자본주의와 집단 주의에 대한 사회학적 외삽으로 이루어졌다. 이 당시의 스티븐슨은 나중에 Mike Godwin에 의해 "그가 사이버펑크 공상과학 소설의 광적인 신격화를 썼다는 명백한 징후를 나타내지 않는 부드러운 말투를 가진 소박하고 겸손한 대학원생 유형"이라고 설명했다.  1994년 스티븐슨은 그의 삼촌인 J. Frederick George 와 합류하여 "Stephen Bury" 라는 필명으로 정치 스릴러인 Interface를 출판했다.  그들은 1996년 The Cobweb으로 이것을 따랐다.
1995년에 출판된 스티븐슨의 다음 솔로 소설은 The Diamond Age: 또는 A Young Lady's Illustrated Primer였다. 줄거리에는 캐릭터의 두개골에 이식된 무기, 매트리스에서 음식, 스마트 페이퍼, 공기 및 혈액 살균 나노봇에 이르기까지 모든 것을 위한 거의 무한한 복제기가 포함된다. 그것은 완고한 생존주의자들로 채워진 제한된 자원의 암울한 미래 세계를 배경으로 한다.
Cryptonomicon은 1999년에 나온 소설로, 2013년 크립토노미콘 은 프로메테우스 명예의 전당 상을 수상했다 .
바로크 사이클 의 일련의 역사 소설로 17 세기와 18 세기에 설정되어 있다. 원래 Quicksilver (2003), The Confusion (2004) 및 The System of the World (2004)의 세 권으로 각각 2~3권의 책으로 출판되었지만 이후에 8권의 별도 책으로 재발행되었다. 시스템 오브 더 월드는 2005년 프로메테우스상을 수상했다.
스티븐슨은  사변물적 길고 상세한 소설인 Anathem (2008)을 썼다. 그것은 지구와 같은 세계를 배경으로 하며 형이상학을 다루며 고대 그리스 철학을 많이 참조한다. Anathem 은 2009년 Locus Award에서 최고의 SF 소설 부문을 수상했다.